# Robert Walpole, 10. Baron Walpole

Familienwappen des Robert Walpole, 10. Baron Walpole

Robert Horatio Walpole, 10. Baron Walpole JP (* 8. Dezember 1938; † 8. Mai 2021) war ein britischer Peer und Politiker.

## Leben und Karriere
Er war der älteste Sohn des Robert Walpole, 9. Baron Walpole, aus dessen Ehe mit Nancy Louisa Jones. Er besuchte das Eton College und studierte am King’s College der University of Cambridge. Am Letzteren erreichte er 1961 den Abschluss eines Bachelor of Arts, 1962 ein Diploma of Agriculture und 1966 den Abschluss eines Master of Arts. Von 1970 bis 1981 gehörte er dem Norfolk County Council an. 1972 wurde er Justice of the Peace für Norfolk.
Beim Tod seines Vaters erbte er 1989 dessen Ländereien einschließlich der Anwesen Wolterton Hall und Mannington Hall in Norfolk, sowie dessen Adelstitel als 10. Baron Walpole, of Walpole, und 8. Baron Walpole, of Wolterton. Aufgrund der Titel wurde er Mitglied des House of Lords. Dort arbeitete er in verschiedenen Komitees mit und gehörte der Fraktion der Crossbencher an. Walpole war einer von 90 erblichen Peers, die nach dem House of Lords Act 1999 ihren Sitz im House of Lords behielten. Seit 2006 war er stellvertretender Vorsitzender der Lighter Evenings Group und seit 2007 gehört er dem Statutory Instruments Joint Committee sowie dem European Union Sub-committee B (Internal Market) an. 2016 verkaufte er das Anwesen Wolterton Hall. 2017 schied er aus Altersgründen aus dem House of Lords aus.
Als er 2021 starb, erbte sein ältester Sohn Jonathan seine Adelstitel.

## Ehen und Nachkommen
1962 heiratete er in erster Ehe Sybil Judith Schofield († 1993). Die Ehe wurde 1979 geschieden. Mit ihr hatte er vier Kinder:
- Hon. Alice Louise Walpole (* 1963), ⚭ 1990 Dr. Angel Cesar Carro;
- Hon. Emma Judith Walpole (* 1964), ⚭ 1998 Timothy Walsh;
- Jonathan Robert Hugh Walpole, 11. Baron Walpole (* 1967), ein Schriftsteller;
- Hon. Benedict Thomas Orford Walpole (* 1969), ⚭ 2000 Eleanor Hawkes.

1980 heiratete er in zweiter Ehe Laurel Celia Ball. Mit ihr hatte er drei Kinder:
- Hon. Roger Horatio Calibut Walpole (* 1980);
- Hon. Henry William Walpole (* 1982);
- Hon. Grace Mary Walpole (* 1986).